# تفاعل هاينزبيرج

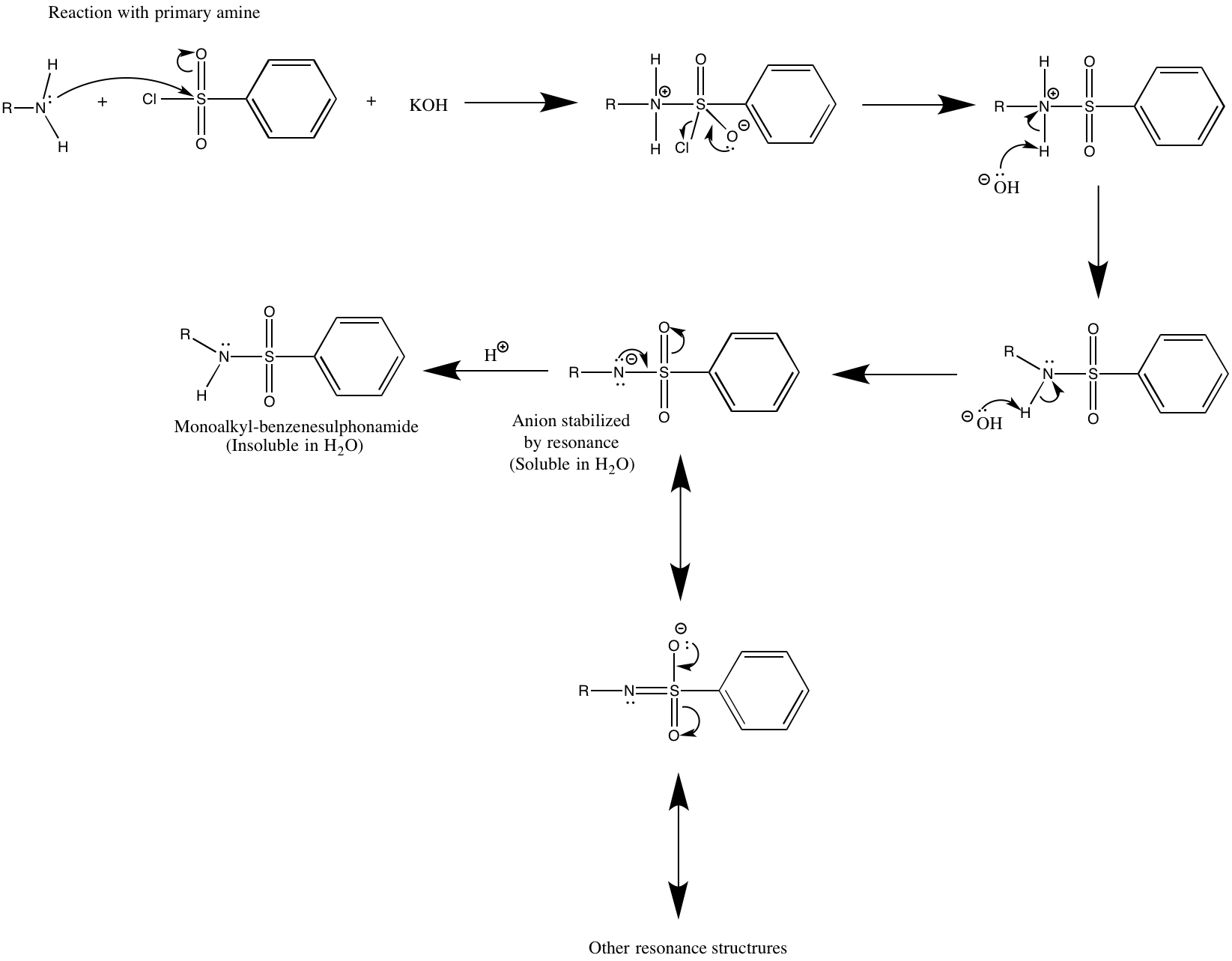
تفاعل هاينزبيرج - الأمين الأولي

تفاعل هاينزبيرج (بالإنجليزية: Hinsberg reaction)‏ هو عبارة عن اختبار كيميائي يستخدم للكشف عن الأمينات. ويعتبر اختبار ممتاز لتمييز الأمينات الأولية، الثانوية والثالثية. ففي هذا الاختبار، يتم رج الأمين جيداً مع كاشف هاينزبيرج وذلك في وجود مادة قلوية مائية (إمّاهيدروكسيد البوتاسيوم أو هيدروكسيد الصوديوم). ويتم إضافة الكاشف المحتوي على محلول هيدروكسيد الصوديوم المائي وعلى كلوريد سلفونيل البنزين إلى مادة التفاعل. ويكّون الأمين الأولي ملح السلفوناميد الذائب والذي يترسب بعد إضافة حمض الهيدروكلوريك المخفف. ويكون الأمين الثانوي بشكل مباشر في نفس تفاعل السلفوناميد غير 
الذائب. ولا يتفاعل الأمين الثالثي مع ملح السلفوناميد ولكنه يكون غير ذائب. وبعد إضافة الحمض المخفف، يتحول هذا الأمين غير الذائب إلى ملح الأمونيوم الذائب. وبهذه الطريقة، فإن هذا التفاعل يمكنه التمييز والتفريق بين الثلاثة أنواع من الأمينات.
وقد تم وصف تفاعل هاينزبيرج لأول مرة بواسطة أوسكار هاينزبيرج عام 1890 م.

## وصلات خارجية
- Laboratory procedure: chemistry.ccsu.edu نسخة محفوظة 22 فبراير 2012 على موقع واي باك مشين.
- Laboratory procedure: science.csustan.edu نسخة محفوظة 4 فبراير 2009 على موقع واي باك مشين.